# Olivet, Loiret
Olivet este o comună franceză, situată în suburbia de sud a orașului Orléans, în departamentul Loiret, în regiunea Centre-Val de Loire. Comuna Olivet este al doilea oraș ca importanță din cadrul metropolei Orléans.
Comuna este situată în perimetrul regiunii naturale Val de Loire, inclusă în patrimoniul mondial UNESCO.

## Geografie

### Localizare
Comuna Olivet se află în cadranul sud-vestic al departamentului Loiret, în regiunea agricolă Val de Loire și în zona urbană a orașului Orléans. În linie dreaptă, este situată la 4,5 km de Orléans, reședința departamentului.
Cele mai apropiate comune sunt: Saint-Pryvé-Saint-Mesmin (3,1 km), Saint-Jean-le-Blanc (3,4 km), Saint-Denis-en-Val (4,5 km), Orléans (4,5 km), Saint-Hilaire-Saint-Mesmin (5,2 km), La Chapelle-Saint-Mesmin (5,3 km), Saint-Jean-de-la-Ruelle (5,4 km), Saint-Cyr-en-Val (6,2 km), Saint-Jean-de-Braye (6,7 km) și Fleury-les-Aubrais (7,4 km).

### Comune limitrofe
| Saint-Pryvé-Saint-Mesmin                      | Orléans | Orléans |
| Saint-Hilaire-Saint-Mesmin                    |         | Orléans |
| Saint-Hilaire-Saint-Mesmin Mézières-lez-Cléry | Ardon   | Orléans |

### Geologie
Regiunea Orléans se află în partea de sud a Bazinului parizian, o depresiune vastă formată dintr-o succesiune de straturi sedimentare de origine predominant detritică (provenite din eroziunea vechilor lanțuri muntoase) și carbonatică (precipitații de carbonat de calciu). Aceste depozite se întind din Triasic (- 250 milioane de ani) până în Pliocen (- 23 milioane de ani) și s-au format mai ales în contexte marine, dar și în medii lacustre.
Succesiunea perioadelor glaciare și interglaciare din Cuaternar a dus la configurarea geomorfologică actuală: alterarea mai mult sau mai puțin profundă a rocilor in situ, formarea teraselor aluviale vechi ridicate pe platouri și adâncirea văii actuale a Loarei.
Teritoriul comunei poate fi împărțit în două părți: platoul Solognot, situat la sud de Loiret, și câmpia aluvială a Loarei, la nord. Calcarele din Beauce, care formează baza teritoriului comunei, s-au format în perioada Aquitaniană (de acum 23 până la 20,5 milioane de ani). Partea lor superioară, calcarele din Pithiviers (m1CPi) și marnele și calcarele din Orléanais (m2MCO), ies la suprafață pe versanții platoului Solognot, pe malul stâng al râului Loiret. Această formațiune este alcătuită dintr-un calcar bej, crem, afectat de cariere, vacuolar, dur sau marnos.
Restul platoului este alcătuit din aluviuni a Loarei (Fw), datând din Pleistocen (Riss). Nordul teritoriului comunei, situat pe malul drept al râului Loiret, aparține câmpiei aluviale a Loiretului și este format din aluviuni recente (Fy și Fz), datând din Holocen.
Fragmentate și fisurate, calcarele pot fi afectate de fenomene carstice. Circulațiile preferențiale ale apelor subterane erodează aceste calcare în profunzime, ducând la formarea unor depresiuni, avene sau doline. Manifestările de la suprafață ale acestor fragilități nu sunt rare în regiunea Orléans. Pe teritoriul comunei au fost inventariate 14 cavități de către Serviciul Regional Centru al BRGM (Biroul de Cercetări Geologice și Miniere) în octombrie 2003.
Teritoriul comunei este relativ plat, având o diferență maximă de nivel de 20 de metri. Altitudinea teritoriului variază între 89 de metri și 109 metri.

Hartă geologică a comunei Olivet.
Fz : Aluviuni recente ale albiilor minore (Holocen)
Fy : Aluviuni recente ale Loarei (Holocen)
Fw : Aluviuni recente ale Loire (Pleistocen (Riss))
m2MCO : Marne și calcare din Orléanais (Burdigalian)
m1CPi : Calcare din Pithiviers (Aquitanian)

      Fz : Aluviuni recente ale albiilor minore (Holocen)
      Fy : Aluviuni recente ale Loarei (Holocen)
      Fw : Aluviuni recente ale Loire (Pleistocen (Riss)) 
      m2MCO : Marne și calcare din Orléanais (Burdigalian)
      m1CPi : Calcare din Pithiviers (Aquitanian)

### Climă
În 2010, clima comunei este de tip oceanic degradat specific câmpiilor din Centru și Nord, conform unui studiu realizat de Centrului Național de Cercetare Științifică (CNRS) bazat pe o serie de date din perioada 1971-2000. În 2020, Météo-France publică o tipologie a climei din Franța metropolitană, în care comuna este expusă unui climat oceanic alterat și se află în regiunea climatică Valea medie a Loarei, caracterizată printr-o bună insolație (1.850 ore/an) și veri puțin ploioase.
Pentru perioada 1971-2000, temperatura anuală medie este de 11,1 °C, cu o amplitudine termică anuală de 15,5 °C. Cumulul anual mediu de precipitații este de 690 mm, cu 10,7 zile de precipitații în ianuarie și 7,1 zile în iulie. Pentru perioada 1991-2020, temperatura medie anuală observată la stația meteorologică Météo-France cea mai apropiată, situată în comuna Fleury-les-Aubrais la 8 km distanță, este de 11,7 °C, iar cumulul anual mediu de precipitații este de 728,8 mm.
Pentru viitor, parametrii climatici estimati pentru comună pentru anul 2050, conform diferitelor scenarii de emisii de gaze cu efect de seră, pot fi consultati pe un site dedicat publicat de Météo-France în noiembrie 2022.

### Peisaje
Comuna se întinde pe o suprafață de 2.339 hectare în zona urbană a orașului Orléans. Are o lungime de 6,5 kilometri de la est la vest și 5,5 kilometri de la nord la sud. Specificitatea localității Olivet se datorează râului Loiret, care are o lungime de 13 kilometri și reprezintă, de fapt, o resurgenta a râului Loara. Râul capătă pe rând aspect de pădure-galerie, lac și curs sălbatic, înainte de a se vărsa în Loara la Pointe de Courpin, pe teritoriul comunei Saint-Pryvé-Saint-Mesmin.
Anumite poteci de promenadă de-a lungul râului Loiret permit descoperirea unei specii rare de arbori, Taxodium sau chiparoși de Louisiana. O mare parte a teritoriului comunei Olivet este clasificată ca zonă inundabilă, chiar dacă ultima inundație care a afectat orașul datează din secolul al XIX-lea.

### Mediu natural și biodiversitate
Inventarul zonelor naturale de interes ecologic, faunistic și floristic (ZNIEFF) are ca scop identificarea celor mai valoroase zone din punct de vedere ecologic, în principal pentru a îmbunătăți cunoașterea patrimoniului natural național și pentru a oferi factorilor de decizie un instrument util în integrarea considerentelor de mediu în amenajarea teritoriului. Teritoriul comunei Olivet include o zonă ZNIEFF.
„Landes du bas des vallées” constituie o zonă ZNIEFF de tip 1 cu o suprafață de 54,45 hectare. Zona se întinde pe teritoriul a trei comune: Mézières-lez-Cléry, Olivet și Saint-Hilaire-Saint-Mesmin. Este situată la sud de comuna Saint-Hilaire-Saint-Mesmin și se află în apropierea drumului cunoscut sub numele de „chemin des Marnières”, care leagă Mézières-lez-Cléry de Pădurea Noras. Altitudinea zonei este de 100 m.
Această zonă se află la baza unei văi seci, unde calcarele marnoase (partea superioară a calcarelor din Beauce) sunt expuse, iar versanții sunt acoperiți de coluvii argilo-silicioase. Această configurație este unică în Sologne și a fost semnalată încă din secolul al XVIII-lea sub denumirea de „Vallée aux Moines”. Versantul nordic al văii era parțial plantat cu vii. Fundul văii a fost exploatat pentru marne până în anii 1930.
Zona de landă adăpostește o stație extinsă de Halimium umbellatum, o specie protejată în regiunea Centre.

## Urbanism

### Tipologie
La 1 ianuarie 2024, Olivet este clasificată drept un mare centru urban, conform noii grile comunale de densitate în șapte niveluri definită de INSEE (Institutul Național de Statistică și Studii Economice) în 2022. Comuna face parte din unitatea urbană Orléans, o aglomerație intra-departamentală care cuprinde 19 comune, dintre care Olivet este o comună de suburbie.
De asemenea, comuna aparține zonei metropolitane a orașului Orléans, unde este una dintre comunele din polul principal. Această zonă, care cuprinde 136 de comune, este clasificată în categoriile de zone cu 200.000 până la mai puțin de 700.000 de locuitori.

### Utilizarea terenurilor
Utilizarea terenurilor în comună, conform bazei de date europene privind utilizarea biogeofizică a terenurilor Corine Land Cover (CLC), este caracterizată de o pondere semnificativă a teritoriilor artificializate (50 % în 2018), în creștere față de 1990 (41,6 %). Distribuția detaliată în 2018 este următoarea: zone urbanizate (34,2 %), zone agricole eterogene (26,2 %), păduri (19,6 %), zone industriale sau comerciale și rețele de comunicație (11,7 %), spații verzi artificializate, neagricole (4,1 %), culturi permanente (2,4 %), terenuri arabile (1,8 %).

### Căi de comunicație
Olivet este traversată de axe majore, atât la nivel departamental, cât și la nivelul aglomerației: autostrada A71 (ieșirea 2) și drumurile departamentale RD 2020 (20.092 vehicule/zi în 2014) și RD 2271 (16.543 vehicule/zi în 2014). Axele secundare includ RD 14, 15, 168 și 920. Bulevardul Victor Hugo a fost creat pentru a descongestiona traficul de pe RD 14.

### Riscuri naturale și tehnologice majore
Comuna Olivet este vulnerabilă la diferite riscuri naturale: inundații (cauzate de revărsarea Loarei sau a pâraielor), fenomene climatice extreme (ierni excepționale sau valuri de căldură), alunecări de teren sau seisme. De asemenea, este expusă unui risc tehnologic: transportul de materiale periculoase.
Între 1985 și 2021, au fost emise 18 ordine ministeriale pentru recunoașterea stării de dezastru natural pe teritoriul comunei Olivet, dintre care cinci pentru inundații și torente de noroi, iar treisprezece pentru alunecări de teren.

#### Risc de inundație

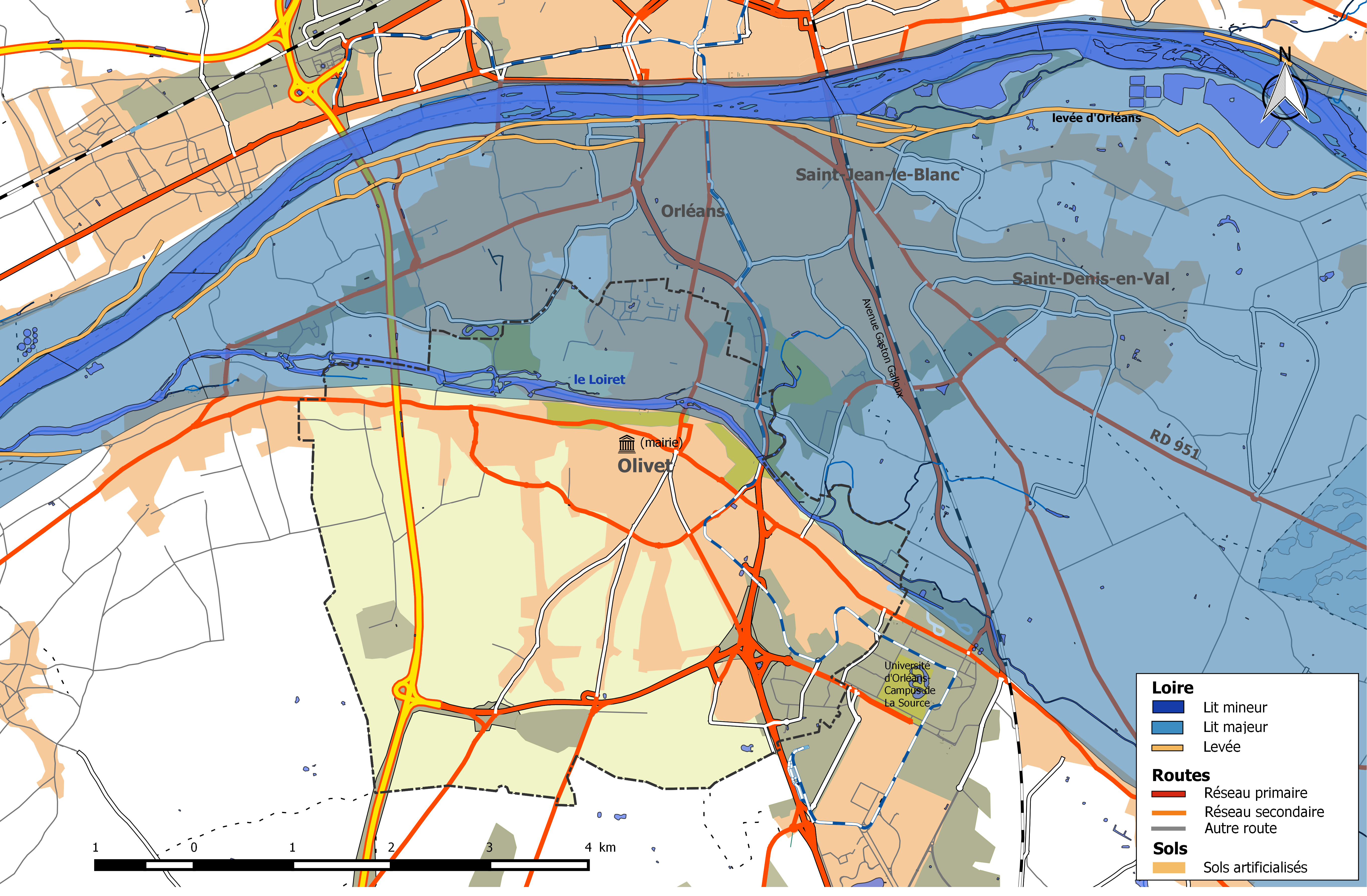
Zonele inundabile din comuna Olivet.

Râul Loara este sursa principală a celor mai grave daune în comună în cazul unei viituri majore. Viiturile istorice semnificative au avut loc în anii 1846, 1856, 1866 și 1907. De la 1907, nicio viitură nu a atins nivelurile înregistrate în timpul acestor evenimente catastrofale.
Zona inundabilă din comuna Olivet acoperă o suprafață de 424 de hectare, reprezentând 18 % din teritoriul comunei. Aceasta este distribuită astfel: 81 ha de spații agricole, 57 ha de ape, 92 ha de spații naturale, 5 ha de sere și 189 ha de suprafețe urbanizate. În această zonă locuiesc 5.829 de persoane.
Zona face parte din val d’Orléans, care se întinde pe 33 km lungime, de la cătunul Bouteille, în amonte, până la confluența Loiretului, în aval, acoperind o parte din teritoriul comunei. Această vale este protejată de un dig de pământ, levée d’Orléans, cu o lungime de 45 km, întrerupt pe o porțiune de aproximativ 3,5 km în amonte de confluența Loiretului. Valea este inundată de refulările Loarei la confluența cu râul Loiret încă de la primele viituri simulate.
Acest dig a fost întărit pe toată lungimea sa. Nivelul istoric de protecție corespunde construcției deversorului din Jargeau, realizat la sfârșitul secolului al XIX-lea, în locurile în care au apărut breșe în 1846, 1856 și 1866. Inițial, acesta a fost proiectat să funcționeze la cote ale Loarei apropiate de 6 m, conform scării de măsurare de la Orléans (nivel atins în viitura din 1825, care nu a provocat breșe).
Totuși, liniile de apă în caz de viitură s-au modificat semnificativ de-a lungul timpului din cauza evoluției morfologice a albiei Loarei, rezultat al lucrărilor de navigație realizate în secolul al XIX-lea și al extracțiilor masive de materiale din a doua jumătate a secolului al XX-lea. Din acest motiv, deversorul nu mai îndeplinește funcția de protecție a digului Orléans împotriva revărsărilor și nu mai poate defini obiectivul de protecție al sistemului de îndiguire.
Analiza realizată în cadrul studiului de risc al digurilor arată că, în prezent, nivelul aparent de protecție al digului este asociat cu o viitură cu o perioadă de revenire de aproximativ 200 de ani, corespunzând unei înălțimi a apei de 5,75 m pe scara de măsurare de la Orléans. Zonele probabile de revărsare identificate sunt situate, de la amonte spre aval, la Guilly, Tigy și Saint-Denis-en-Val (în locul numit Château Lumina).
De asemenea, studiile indică faptul că există o probabilitate semnificativă de defectare a digurilor înainte de depășirea acestora, în special în zonele Guilly, Tigy și Saint-Pryvé-Saint-Mesmin. Pentru sectorul Guilly, probabilitatea de rupere devine semnificativă chiar și la o viitură cu o perioadă de revenire de 70 de ani, adică la un nivel de aproximativ 4,60 m pe scara de la Orléans.
Acest nivel definește gradul actual de siguranță al digului Orléans și corespunde pragului de declanșare a planului de evacuare în masă a aglomerației Orléans în caz de viitură.
Riscul de inundație este luat în considerare în amenajarea teritoriului comunei prin intermediul Planului de prevenire a riscului de inundație (PPRI) pentru val d’Orléans - val amont, aprobat la 20 ianuarie 2015. Două documente stabilesc modalitățile de gestionare a crizei și organizarea intervențiilor de urgență:
- La nivel departamental, Dispozitivul ORSEC departamental specializat, activat în cazul unei inundații a Loarei, cunoscut sub numele de planul ORSIL[n 7].
- La nivel comunal, Planul comunal de salvare[37].

#### Risc de mișcări de teren
Teritoriul comunei poate fi afectat de riscul prăbușirii unor cavități subterane necunoscute. A fost realizată o cartografiere departamentală a inventarului cavităților subterane și a problemelor de suprafață. Pe teritoriul comunei au fost înregistrate mai multe prăbușiri ale cavităților.
De asemenea, solul comunei poate suferi mișcări legate de secetă. Fenomenul de retragere și umflare a argilelor este o consecință a schimbării umidității solurilor argiloase. Argilele pot reține apa disponibilă, dar o pot pierde prin contracție în condiții de secetă. Acest fenomen poate provoca daune semnificative construcțiilor (fisuri, deformări ale deschiderilor), uneori făcând anumite clădiri de nelocuit.
Acest fenomen a afectat în mod deosebit departamentul Loiret după valul de căldură din vara anului 2003. Majoritatea teritoriului comunei este clasificată cu un risc „scăzut” pentru acest fenomen, conform scării definite de Biroul de Cercetări Geologice și Miniere (BRGM). O bandă situată de-a lungul Loiretului este clasificată cu un risc „mediu”.

#### Risc de transport al materialelor periculoase
Riscul legat de transportul materialelor periculoase poate apărea în cazul unui accident care implică o unitate mobilă (ex. camion) sau o conductă ce transportă materiale periculoase (toxice, inflamabile etc.). Un material periculos este o substanță care poate reprezenta un pericol și poate avea consecințe grave asupra oamenilor și mediului.
La Olivet, factorii de risc sunt reprezentați de transportul rutier care utilizează autostrada A71 și drumurile departamentale RD 2020 și RD 2060.

## Toponimie
În 1147, regele Ludovic al VII-lea pleacă în a doua cruciadă. În Țara Sfântă, regele apreciază ospitalitatea pe care i-o oferă călugării de la abația Mont-Sion din Ierusalim, atât lui, cât și însoțitorilor săi cruciați. Ca recompensă, donează acestei abații biserica Saint-Samson din Orléans și toate bunurile acesteia.
Până atunci o simplă colegială, această biserică devine mănăstire și este ocupată de frații de la Mont-Sion, care beneficiază de preceptele canonicilor seculari după decesul acestora. Prioria avea proprietăți pe malurile râului Loiret, inclusiv o casă și o moară în parohia Saint-Martin-sur-Loiret.
Când canonicii de la Mont-Sion se stabilesc la prioria Saint-Samson, ei aduc probabil cu ei acest nume de Olivet, în amintirea Muntelui Măslinilor din Ierusalim (în cântecele de vitejie medievale, Muntele Măslinilor este adesea numit Mont-Olivet sau pur și simplu Olivet). Numele apare în documente autentice pentru prima dată în 1238.
Până la sosirea călugărilor, cătunul se numea Saint-Martin sur Loiret. Acest nume este menționat încă într-un manuscris din 1178. Ulterior, toponimul Olivet apare explicit: Apud Olivetum în 1274, De Oliveto în 1291-1292, Olivet în iulie 1376, Olivet lez Orléans în iunie 1385, Olivet în martie 1388, Jehan Beaulieu, vigneron et laboureur à Olivet în februarie 1456, Olivet în aprilie 1484.
Între secolele XVI și XIX, localitatea era denumită Saint-Martin d’Olivet sau, uneori, Saint-Martin sur Loire.
Ca o anecdotă, au fost emise în trecut trei alte teorii pentru a explica originea toponimului. Prima susținea că orașul își trage numele de la œillette sau olivette, o varietate de mac somnifer ale cărui semințe produc un ulei folosit în pictură, care ar fi fost cultivat intensiv în regiune.
A doua teorie derivă numele din cuvântul latin olivetum (= loc plantat cu măslini). Aceasta se bazează pe povestea sfântului Aignan, care a plecat din Orléans spre Sud pentru a căuta ajutor în lupta împotriva hoardelor lui Attila; se spune că sfântul s-ar fi întors cu o ramură de măslin din sudul Franței.
A treia teorie era, de fapt, o legendă locală care povestește că un pelerin din Țara Sfântă a trecut prin această zonă și a plantat o ramură de măslin lângă biserică. S-a întâmplat un miracol: ramura a prins rădăcini și a crescut un copac viguros. Locuitorii ar fi decis atunci să schimbe numele localității lor.

## Istorie

### Evul Mediu
Cele mai vechi vestigii descoperite datează din perioada merovingiană. Primele mori de apă au fost construite în jurul secolului al X-lea de către călugării abației Saint-Mesmin din Micy.

### Epoca modernă
La începutul secolului al XVII-lea, a fost construit castelul Poutyl, ocupat de mareșalul de tabără al lui Henric al IV-lea, acesta din urmă vizitând de mai multe ori această reședință. Se spune că ar fi fost un loc discret de întâlniri între rege și una dintre amantele sale, Henriette d'Entraigues. Mai târziu, Ludovic al XIII-lea, însoțind-o pe Maria de Medici, vizitează reședința în 1614.

### Revoluția franceză și Imperiul
Decretul Adunării Naționale din 12 noiembrie 1789 stipula că „va exista o municipalitate în fiecare oraș, târg, parohie sau comunitate rurală”. În 1790, departamentul Loiret număra 367 de municipalități, printre care și Olivet, care aparținea districtului Orléans. Termenul „comună” a înlocuit pe cel de „municipalitate” în 1793.
În cele din urmă, sub Consulat, numărul cantoanelor din Loiret a fost redus de la 58 la 31. Olivet a fost atunci alocat cantonului Nogen-sur-Vernisson și arondismentului Orléans printr-un decret din 9 vendémiaire anul X (1 octombrie 1801). În 1806, comuna a fost atribuită cantonului Orléans-Sud, un canton care cuprindea o parte din Orléans (suburbia Saint-Marceau) și comunele fostului canton Olivet, care a fost desființat. Această organizare a rămas neschimbată până în 1973, când comuna a fost alocată cantonului Olivet.

### Epoca contemporană
În secolele al XVIII-lea și al XIX-lea, malurile râului Loiret se transformă, devenind un loc preferat pentru vilegiatură. Morile sunt treptat transformate în locuințe, iar pe malurile sale se instalează cafenele populare („guinguettes”).
Armata americană deținea la Olivet o bază NATO, construită după Al Doilea Război Mondial. După retragerea trupelor americane în 1967, baza a fost preluată de armata franceză, devenind actualele cartiere Valmy și Maison Fort. În prezent, aceasta găzduiește al 12-lea regiment de cuirassieri al celei de-a 2-a brigăzi blindate.

## Populația și societatea

### Date demografice
Evoluția numărului de locuitori este cunoscută prin recensămintele populației efectuate în comuna începând din 1793. Pentru comunele cu mai puțin de 10 000 de locuitori, un recensământ al întregii populații este realizat la fiecare cinci ani, populațiile legale pentru anii intermediari fiind estimate prin interpolare sau extrapolare.
În 2021, comuna număra 22988 locuitori, în creștere cu +6,82 % față de 2015 (Loiret: +1,67 %, Franța fără Mayotte: +1,84%).
| An        | 1793 | 1821 | 1841 | 1856 | 1876 | 1886 | 1901 | 1921 | 1936 | 1962 | 1982  | 2006  | 2014  | 2021  |
| --------- | ---- | ---- | ---- | ---- | ---- | ---- | ---- | ---- | ---- | ---- | ----- | ----- | ----- | ----- |
| Populație | 3057 | 3181 | 3363 | 3478 | 3663 | 3919 | 3668 | 3697 | 4050 | 7350 | 13629 | 21032 | 21192 | 22988 |

## Cultura locală și patrimoniul

### Locuri și monumente
- Biserica Saint-Martin este înscrisă ca monument istoric din 20 martie 2008[67][68]. Construcția sa s-a desfășurat între secolele al XII-lea și al XIX-lea, iar altarul din secolul al XVIII-lea include un tablou realizat de Noël Hallé, reprezentându-l pe Sfântul Martin, înscris încă din 1908 în inventarul suplimentar.
- Ceasul floral: un strat de flori amenajat, având un mecanism de ceasornicărie îngropat.
- Chaletul elvețian: un pavilion elvețian de la Expoziția Universală de la Paris din 1900. A fost demontat și reconstruit pe malurile râului Loiret.
- Numeroase trasee pietonale au fost amenajate de-a lungul râului Loiret, de unde pot fi admirate câteva mori (reședințe private care nu pot fi vizitate: moara Béchets, moara Saint-Samson, moara Motte, moara Bac, moara Saint-Julien) și garaje pentru bărci, dintre care unul a fost construit de Charles Garnier, arhitectul Operei din Paris.
- Râul Loiret este, de asemenea, mărginit de mai multe castele, majoritatea private. Castelul Poutyl, datând de la sfârșitul secolului al XVI-lea, a fost achiziționat de Pierre Fougueu d’Escures, mareșal de tabără al lui Henric al IV-lea, și aparține municipalității din 1941; acesta găzduiește un mic teatru și un parc vast. De menționat, de asemenea: castelul La Fontaine, castelul Beauséjour, castelul Beauvoir, castelul Isambert, castelul Lorette (distrus în 1969, înlocuit de „Clos de Lorette”), castelul Couasnon (demantelat în 1942, rămâne doar capela de pe impasse du Château), castelul Quétonnière și castelul Villebourgeon.
- Poarta castelului Rondon, situată pe rue du Général-de-Gaulle, este înscrisă ca monument istoric din 28 aprilie 1964[69]. Grădina, proiectată de Le Nôtre în 1730, este, de asemenea, înscrisă ca monument istoric[70].
- Poduri: Maréchal-Leclerc și cel al autostrăzii A71 peste râul Loiret; podul Sologne; pasarela Belle-Croix; podul Cotelle; podul Bouchet.
- Alei înguste: În Olivet se găsesc numeroase alei înguste; cea care leagă intrarea în castelul Beauséjour de podul Bouchet este reprezentativă pentru aceste căi de trecere pietonală.

## Personalități
- Cora Pearl (1835-1886), curtezană din perioada celui de-al Doilea Imperiu, a locuit la castelul Beauséjour, fiind inițial chiriașă, apoi proprietară.
- Pierre Michon (născut în 1945), scriitor, a locuit la Olivet.

## Înfrățiri
- Regatul Unit al Marii Britanii și al Irlandei de Nord – Fakenham - 1982
- Germania – Bad Oldesloe - 1996